# Rue Sala
La rue Sala est une rue du quartier d'Ainay située sur la presqu'île dans le 2e arrondissement de Lyon, en France.

## Situation et accès
La rue débute quai Tilsitt en face de la passerelle Saint-Georges et se termine quai du Docteur-Gailleton. 
Elle est traversée par les rues du Plat, Victor-Hugo, Auguste-Comte et de la Charité. La rue Saint-François-de-Sales commence rue Sala tandis que celles de Tony-Tollet et Boissac finissent dans cette rue. La circulation se fait en sens unique du quai Gailleton vers le quai Tilsitt.

## Origine du nom
Cette rue est ouverte en 1556 par Claudine Laurencin, épouse de Pierre Sala (1457-1529), écuyer à la cour des rois de France, sur une partie du tènement qu'il lui appartient. En 1617, la rue prend le nom de Sainte-Marie en raison du monastère des visitandines tout proche.
Au XVIIIe siècle, on l'appelle rue Sala ou de la Rigaudière car elle s'étend sur le domaine de la Rigaudière où sera construit l'arsenal. Le 14 février 1743, le consulat arrête que la rue portera désormais le nom de Sala.

## Histoire
Au N°3, Lucien Bégule a vécu à cette adresse.
Au N°19, maison natale de Charles-Marie Widor (1844-1937) organiste et compositeur. La place Charles-Marie-Widor, près de l'église Saint-François-de-Sales de Lyon, lui est dédiée.
Au N°26, l'abbé Pierre (1912-2007) passe sa jeunesse ici.
En 2020, plusieurs arbres sont plantés dans la rue aux alentours de son croisement avec la rue Victor-Hugo, ce dans le cadre de la rénovation de cette dernière, ne permettant pas d’y planter des végétaux de par la présence du métro A en son dessous.